# Sant Genís de Torrelles de Foix
Sant Genís de Torrelles de Foix és una església del municipi de Torrelles de Foix (Alt Penedès) inclosa en l'Inventari del Patrimoni Arquitectònic de Catalunya. Va ser bastida el segle xviii en substitució de la parròquia antiga de Santa Maria. Fou reformada a mitjans de segle xix i posteriorment, el 1923.

## Descripció
L'església parroquial de Torrelles de Foix està situada al carrer del Raval, adossada a la rectoria i en una petita plaça. És d'una sola nau, amb absis de planta arrodonida, volta de canó amb llunetes i arcs torals. Hi ha quatre capelles laterals per banda. La façana presenta un portal amb entaulament sostingut per columnes, un ull de bou i el coronament ondulat. A un extrem es troba el campanar, de planta quadrada i cossos vuitavats, cobert amb volta esquifada.